# その夜の妻
『その夜の妻』（そのよのつま）は、1930年（昭和5年）7月6日公開の日本映画である。松竹キネマ製作・配給。監督は小津安二郎。モノクロ、スタンダード、サイレント、66分。
雑誌『新青年』1930年3月号に掲載されたオスカー・シスゴールの短編小説『九時から九時まで』を原作に野田高梧が脚色した作品。映画化を薦めたのは松竹蒲田撮影所所長の城戸四郎で、岡田時彦が小津作品で初主演した。洋風にしつらえたセット、刑事役にハリウッド映画への出演歴がある山本冬郷をキャスティングするなど、アメリカ映画に影響を受けた小津のモダニズムが表れている作品である。初回興行は帝国館。1952年（昭和27年）に池田浩郎監督によってリメイクされた。
本作の上映用フィルムは、国立映画アーカイブが2342.21フィートの16mmフィルム、65分尺のものを所蔵している。

## あらすじ
橋爪周二は病床に伏している娘みち子の治療費を工面するため、ビジネス街に拳銃強盗に入る。金を盗みだした後、追う警官隊から逃れタクシーで妻子の待つ家へ向かう。周二は妻のまゆみに奪った金を渡し、みち子の病気が治ったら自首すると告げる。その時、周二が乗って来たタクシーの運転手が訪ねてくる。実はタクシーの運転手に変装した刑事の香川だった。上がり込んだ香川に対しまゆみは銃をつきつけ、周二にみち子の看病を頼む。しかし、夫婦は眠り込んでしまい香川はピストルを取り戻すが、朝まで逮捕は待つと言う。朝になって、香川は周二を連行するのだった。

## スタッフ
- 監督：小津安二郎
- 原作：オスカー・シスゴール『九時から九時まで』
- 翻案・脚色：野田高梧
- 撮影・編集：茂原英雄
- 監督補助：佐々木康、清輔彰
- 撮影補助：九里林稔、厚田雄治、渡辺健次
- 配光：山本繁、中島利光
- タイトル：藤岡秀三郎
- 舞台設計：脇田世根一

## キャスト
- 橋爪周二：岡田時彦
- その妻まゆみ：八雲恵美子
- その子みち子：市村美津子
- 刑事香川：山本冬郷
- 医師須田：斎藤達雄
- 警官：笠智衆